# 维克托·R·福克斯
维克托·R·福克斯（1924年1月31日—2023年9月16日）是一位美国经济学家，专攻健康经济学，毕业于哥伦比亚大学和纽约大学，后为史丹佛大學荣誉退休教授，1995年任美國經濟學會会长，主要作品有《谁将生存？健康、经济学和社会选择》（Who Shall Live? Health, Economics, and Social Choice）等。